# Luquan, Kunming
Luquan, tidigare stavat Luchüan, är ett autonomt härad för yi- och miao-folken som lyder under Kunmings stad på prefekturnivå i Yunnan-provinsen i sydvästra Kina.